# HD 53925
HD 53925，又名BD+37 1660，SAO 59812、HR 2675，是一颗恒星，视星等为6.16，位于銀經179.94，銀緯19.28，其B1900.0坐标为赤經7h 1m 50.4s，赤緯+37° 19.28′ 6″。